# Frédéric Etherlinck
Frédéric Etherlinck (Brussel, 11 augustus 1968), is een Belgische zanger, die zijn land vertegenwoordigde tijdens het Eurovisiesongfestival 1995.

## Levensloop
Etherlinck werd geboren in Brussel, maar zijn familie emigreerde snel na zijn geboorte naar Los Angeles, waar hij leefde tot 1977. Daarna vertrokken ze naar Nice, Frankrijk, maar na drie jaar kwamen ze terug naar Brussel. Etherlinck werd zanger en leerde drummen, en speelde in bars in het Brusselse.
In 1995 nam hij deel aan de Belgische preselectie voor het Eurovisiesongfestival met het lied La voix est libre. In de spannendste Belgische preselectie aller tijden (zes liedjes eindigden binnen een marge van 13 punten), haalde Etherlinck het uiteindelijk. Hij mocht België vertegenwoordigen op het veertigste Eurovisiesongfestival, op 13 mei van dat jaar in het Ierse Dublin. Daar was hij echter niet succesvol. Hij eindigde op een teleurstellende 20ste plaats, en hield slechts drie landen achter zich.
Na het Eurovisiesongfestival taande de aandacht voor Etherlinck. Enkele jaren later bracht hij het album Les années lumières uit, maar dit kende weinig succes. Hierna werd amper nog iets van hem vernomen.
1956: Fud Leclerc + Mony Marc · 
1957: Bobbejaan Schoepen · 
1958: Fud Leclerc · 
1959: Bob Benny · 
1960: Fud Leclerc · 
1961: Bob Benny · 
1962: Fud Leclerc · 
1963: Jacques Raymond · 
1964: Robert Cogoi · 
1965: Lize Marke · 
1966: Tonia · 
1967: Louis Neefs · 
1968: Claude Lombard · 
1969: Louis Neefs · 
1970: Jean Vallée · 
1971: Lily Castel & Jacques Raymond · 
1972: Serge & Christine Ghisoland · 
1973: Nicole & Hugo · 
1974: Jacques Hustin · 
1975: Ann Christy · 
1976: Pierre Rapsat · 
1977: Dream Express · 
1978: Jean Vallée · 
1979: Micha Marah · 
1980: Telex · 
1981: Emly Starr · 
1982: Stella · 
1983: Pas de Deux · 
1984: Jacques Zegers · 
1985: Linda Lepomme · 
1986: Sandra Kim · 
1987: Liliane Saint-Pierre · 
1988: Reynaert · 
1989: Ingeborg · 
1990: Philippe Lafontaine · 
1991: Clouseau · 
1992: Morgane · 
1993: Barbara · 
1995: Frédéric Etherlinck · 
1996: Lisa del Bo · 
1998: Mélanie Cohl · 
1999: Vanessa Chinitor · 
2000: Nathalie Sorce · 
2002: Sergio & The Ladies · 
2003: Urban Trad · 
2004: Xandee · 
2005: Nuno Resende · 
2006: Kate Ryan · 
2007: The KMG's · 
2008: Ishtar · 
2009: Copycat · 
2010: Tom Dice · 
2011: Witloof Bay · 
2012: Iris · 
2013: Roberto Bellarosa · 
2014: Axel Hirsoux · 
2015: Loïc Nottet · 
2016: Laura Tesoro · 
2017: Blanche · 
2018: Sennek · 
2019: Eliot · 
2021: Hooverphonic · 
2022: Jérémie Makiese · 
2023: Gustaph · 
2024: Mustii · 
2025: Red Sebastian